# 300-й окремий механізований полк (Україна)
300-й Чернівецький окремий гвардійський механізований Будапештський полк (300 ОМП, в/ч А0264) — формування механізованих військ Збройних сил України, яке існувало у 1992—2013 роках. Полк базувався у м. Чернівці, входив до складу 13-го армійського корпусу.
За роки незалежності 6 військовослужбовців з цієї військової частини були задіяні у миротворчій діяльності в Косово, 4 — в Іраку, 2 — у Сьєрра-Леоне.
На фондах полку згодом було утворено 87 ОАеМБ.

## Історія
1 грудня 1992 року на базі 145-го навчального мотострілецького полку був сформований 300-й механізований полк 66-ї механізованої дивізії.
З 2000 року перебував в складі 22-ї окремої механізованої бригади утвореної в результаті скорочення дивізії.[джерело?]
У 2003 році полк залишився останньою частиною від розформованого з'єднання та увійшов до складу 13-го армійського корпусу, де отримав назву 300-й окремий механізований полк.[джерело?]
У 2001 та 2004 роках полк було нагороджено перехідним вимпелом Військової ради Західного оперативного командування Сухопутних військ ЗС України. У 2008 році полк перейменовано в 300-й Чернівецький окремий гвардійський механізований Будапештський полк.[джерело?]
У 2011 році 60% особового складу проходили службу на контрактній основі, решта — призовники.[джерело?]
Розформований у 2013 році.
З 2013 року[уточнити] на його місці дислокувався 87-й окремий аеромобільний батальйон 80-ї окремої аеромобільної бригади високомобільних десантних військ ЗС України.

## Традиції

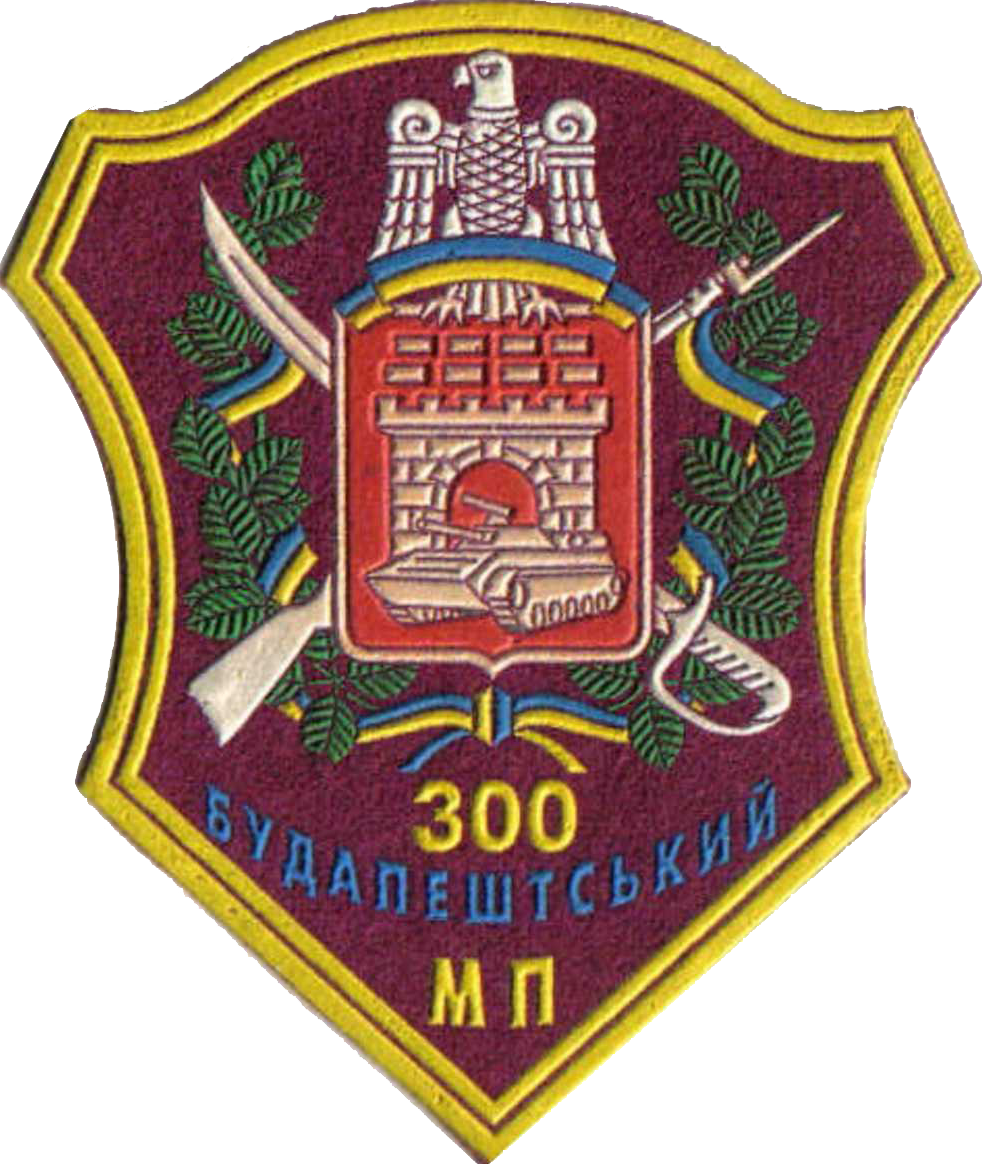
Нарукавний знак

## Командири
- (2001—2005) підполковник[уточнити] Хомчак Руслан Борисович
- (2005) підполковник Суприган Валерій Анатолійович[джерело?]
- (2005-2007) підполковник Труновський Володимир Юрійович
- (2007-2008) підполковник Біда Олександр Миколайович[джерело?]
- (2008—2013) підполковник Заболотний Віктор[2]
- (2013) полковник Шаптала Сергій Олександрович[2]